# Phyllachora engelhardtiae
Phyllachora engelhardtiae är en svampart som beskrevs av Racib. 1915. Phyllachora engelhardtiae ingår i släktet Phyllachora och familjen Phyllachoraceae.   Inga underarter finns listade i Catalogue of Life.